# Fagiolo rosso scritto
Il fagiolo rosso Scritto è uno degli elementi gastronomici più caratterizzanti della Basilicata e dalla via Hercula, prodotto nell'area Pantano del comune di Pignola.

## Storia
Le prime tracce del Fagiolo rosso scritto risalgono al 1500 quando fu importato dagli spagnoli, e precisamente, dalle Americhe. Il fagiolo appartiene al genere Phaeseolus, famiglia delle Fabaceae, (sottofamiglia Papilionaceae gruppo Phaseoleae). Questo può essere ritenuto molto differente dal Fagiolo Vigna sinesis, detto volgarmente “con l’occhio”, conosciuto già al tempo dei romani poiché veniva consumato il baccello ancora molto verde, oppure sgranato fresco come frutta, e arrivata nell’Urbe all’epoca imperiale con i mercanti greci. Da alcuni manoscritti antichi è stato possibile stimare che tra il XVI-XVII secolo gli ordini conventuali annuali medi per singolo religioso erano di 24 kg. Anche i contadini delle campagne di Pignola riuscirono ad appropriarsene, selezionando nel tempo l’attuale biotipo, come testimonia con chiarezza la Statistica Murattiana del 1811, voluta da Gioacchino Murat per una completa e dettagliata relazione statistica sulle condizioni del Regno di Napoli. Anche Camera di Commercio ed Arti di Potenza nella sua relazione dell'anno 1879-1880 scrisse in merito al fagiolo rosso scritto che: 
“Condizioni economiche della Basilicata”: “... pè i fagioli invece è il circondario di Potenza che porta il primato e sopra tutto i comuni di Pignola, Marsiconuovo, Saponara di Grumento...”.  

## Territorio di coltivazione
Il territorio di coltivazione è situato nei pressi della zona del Pantano, sito di elevato interesse naturalistico, riconosciuto come zona S.I.C. (Sito di Importanza Comunitaria), Z.P.S. (Zona Protezione Speciale) e RAMSAR (Convenzione internazionale sull’importanza delle zone umide). La zona presenta una notevole biodiversità vegetale, e l’assenza di pesticidi sulle coltivazioni, favorisce la presenza di un gran numero di insetti impollinatori e non, come api, bombi, lepidotteri che rendono facile la coltivazione del fagiolo. I terreni idonei alla coltivazione sono quindi quelli situati al di sopra dei 600 metri sul livello del mare. Sono di origine alluvionale, prevalentemente sabbiosi, limo-argillosi, profondi e fertili con una buona capacità di ritenzione idrica, privi di calcare, con reazione neutra e sub-acida.

## Aspetto
Il Fagiolo è una pianta rampicante, con un ciclo vegetativo di 4 mesi, che raggiunge e supera i 2 metri di altezza. Le foglie centrali (5,7 cm di lunghezza per 7,7 cm di larghezza) hanno un’estensione maggiore rispetto a quelle apicali (4,4 cm di lunghezza per 6,1 cm di larghezza), il fiore è di colore bianco. I baccelli, mediamente 6 per pianta, sono di color porpora, hanno una lunghezza media di 10,6 cm per 1,4 di larghezza, e contengono circa 5 semi. I semi hanno un colore base crema, con un pattern tipo striato di colore rosso scuro, da cui si spiega il nome “rosso scritto” dato al fagiolo del Pantano di Pignola, hanno dimensioni medie di 10,73 mm di lunghezza, 7,65 mm di larghezza, e 6,8 mm di spessore.

## Riconoscimenti
A partire dal 2006 il fagiolo rosso scritto fa parte dei Prodotti agroalimentari tradizionali italiani. Questo è anche iscritto nel nell’Elenco dei prodotti tradizionali lucani e riconosciuto dalla Basilicata stessa come un prodotto a “Tutela delle risorse genetiche autoctone vegetali e animali di interesse agrario". Nel 2015 il fagiolo rosso scritto viene portato come prodotto d'eccellenza italiano all'EXPO di Milano, qui viene inserito nello stand della Basilicata e in quello dello Slow Food Italia.